# 特報首都圏
『特報首都圏』（とくほうしゅとけん）は、NHKで1984年4月6日から2017年3月10日まで放送されていた首都圏放送センター制作の地域情報番組である。原則毎週金曜日に放送されていた。

## 概要
当番組は、関東・甲信越地方で起きているさまざまな社会情勢や身近な問題点をドキュメンタリーや記者リポート、有識者のスタジオインタビューなどを通して検証していくスタイルを取っていた。
番組中にメールやTwitterから寄せられた意見も画面下に表示して紹介する。字幕放送を実施しており、生放送時にはリアルタイム字幕放送により字幕が付加される。
関東・甲信越地方のローカル番組であったが、放送内容によっては東海北陸ブロック（名古屋放送局管内）に属する静岡県（静岡放送局）でも単発番組の扱いにて放送されることがあった。
番組名については、1988年度までは『首都圏』というタイトルで、1988年頃から1998年3月までは『特報首都圏'98』のようにタイトルに放送当時の西暦下2桁が付記された。
末期になると、放送当日のテーマとは一切無関係の芸能人がゲスト出演する機会が増えた。
2017年3月10日をもって当番組は終了。33年間の歴史に幕を閉じ、同年3月17日から『金曜イチから』が開始された。なお、同番組から『首都圏情報 ネタドリ!』2022年3月18日放送分まで芸能人がレギュラー出演する事になる。

## 出演者・放送時間
※放送時間は、いずれも関東甲信地方基準。
| 期間    | 期間    | キャスター                   | 放送時間                   | 放送時間                                              |
| 期間    | 期間    | キャスター                   | 本放送                     | 再放送                                                |
| ------- | ------- | ---------------------------- | -------------------------- | ----------------------------------------------------- |
| 1984.04 | 1985.03 | 山田茂(やまだ・しげる)       | 金曜 22:00 - 22:30（30分） | （放送なし）                                          |
| 1985.04 | 1987.03 | 山田茂(やまだ・しげる)       | 金曜 22:00 - 22:30（30分） | 土曜 11:20 - 11:50（30分）                            |
| 1987.04 | 1988.03 | 坂本秀男(さかもと・ひでお)   | 金曜 22:00 - 22:30（30分） | 土曜 11:20 - 11:50（30分）                            |
| 1988.04 | 1988.09 | 横島庄治(よこしま・しょうじ) | 金曜 22:40 - 23:10（30分） | 土曜 11:20 - 11:50（30分）                            |
| 1988.10 | 1989.03 | 横島庄治(よこしま・しょうじ) | 金曜 22:20 - 22:50（30分） | 土曜 11:20 - 11:50（30分）                            |
| 1989.04 | 1991.03 | 横島庄治(よこしま・しょうじ) | 土曜 18:10 - 18:40（30分） | 日曜 11:20 - 11:50（30分）                            |
| 1991.04 | 1993.03 | 山崎登(やまさき・のぼる)     | 土曜 18:10 - 18:40（30分） | 日曜 08:30 - 08:58（28分）                            |
| 1993.04 | 1994.03 | 山崎登(やまさき・のぼる)     | 日曜 18:10 - 18:40（30分） | （放送なし）                                          |
| 1994.04 | 1995.08 | 斉藤宏保(さいとう・ひろやす) | 日曜 18:10 - 18:40（30分） | （放送なし）                                          |
| 1995.09 | 1998.03 | 成田光(なりた・ひかる)       | 日曜 18:10 - 18:40（30分） | （放送なし）                                          |
| 1998.04 | 2000.03 | 古屋和雄(ふるや・かずお)     | 日曜 18:10 - 18:40（30分） | （放送なし）                                          |
| 2000.04 | 2000.09 | 古屋和雄(ふるや・かずお)     | 金曜 19:35 - 20:00（25分） | （放送なし）                                          |
| 2000.10 | 2002.03 | 古屋和雄(ふるや・かずお)     | 金曜 19:30 - 19:55（25分） | （放送なし）                                          |
| 2002.04 | 2004.03 | 藤井克典(ふじい・かつのり)   | 金曜 19:30 - 19:55（25分） | （放送なし）                                          |
| 2004.04 | 2006.03 | 小見誠広(おみ・なりひろ)     | 金曜 19:30 - 19:55（25分） | （放送なし）                                          |
| 2006.04 | 2008.03 | 野村優夫(のむら・まさお)     | 金曜 19:30 - 19:55（25分） | （放送なし）                                          |
| 2008.04 | 2010.03 | 西東大(さいとう・だい)       | 金曜 19:30 - 19:55（25分） | （放送なし）                                          |
| 2010.04 | 2011.03 | 中野純一(なかの・じゅんいち) | 金曜 19:30 - 19:55（25分） | 土曜 10:05 - 10:30（25分）                            |
| 2011.04 | 2012.03 | 中野純一(なかの・じゅんいち) | 金曜 19:30 - 19:55（25分） | 月曜 15:15 - 15:40（25分）                            |
| 2012.04 | 2013.03 | 斉藤孝信(さいとう・たかのぶ) | 金曜 19:30 - 19:55（25分） | 土曜 10:50 - 11:15（25分） 月曜 15:15 - 15:40（25分） |
| 2013.04 | 2015.03 | 斉藤孝信(さいとう・たかのぶ) | 金曜 19:30 - 19:55（25分） | 土曜 10:50 - 11:15（25分）                            |
| 2015.04 | 2016.03 | 寺澤敏行(てらざわ・としゆき) | 金曜 19:30 - 19:55（25分） | 土曜 10:50 - 11:15（25分）                            |
| 2016.04 | 2017.03 | 寺澤敏行(てらざわ・としゆき) | 金曜 19:30 - 20:00（30分） | 土曜 10:55 - 11:25（30分）                            |

山田、坂本、横島、山崎は放送当時首都圏ニュースデスク・記者。斉藤宏保以後は放送当時放送センターアナウンサーが司会を担当した。
ナレーション
- 掛川裕彦(かけがわ・ひろひこ)
- NHK東京アナウンス室の女性アナウンサー（結城さとみほか）
- 松岡洋子(まつおか・ようこ)(末期)

ただし、オープニング直後のプロローグはキャスターが担当。

### 放送時間に関する補足
- 定時放送としては長きに渡り本放送のみの時期が続いたが、2010年春の改編で『小さな旅』が全国向け番組に移行することに伴い、それに代わる地域情報番組の扱いとして土曜10時台での再放送が行われた。
- 2011年4月より『ろーかる直送便』の枠内で全国放送される。ただし、祝日・国会中継・大相撲中継・高校野球中継期間中は休止する。三重県は『ビジネス新伝説 ルソンの壺』（大阪局制作）、東北地方は『きらり!えん旅』（2012年10月以降）に差し替えされるため放送されない。近畿地方も2011年度は別番組に差し替えたが、2012年度から放送されるようになった。また、三重県でも2013年度が放送される予定である。

なお、祝日で『ろーかる直送便』が休止となる場合には、月曜未明（日曜深夜）の『ミッドナイトチャンネル』枠で放送されることがある。
- 2016年4月から月曜から木曜の同時間で放送されていた『クローズアップ現代』が『クローズアップ現代+』に改題し、放送時間も22:00 - 22:25枠に変更したため、月曜から木曜の19：30以降の編成が、火曜から木曜は土曜と同じ19:30 - 20:15枠の45分番組で、月曜の『鶴瓶の家族に乾杯』のみ19:30 - 20:43枠の73分番組に変更したため、これまで平日19:56 - 19:58枠で放送されていた番組宣伝枠と平日19:58 - 20:00枠の気象情報が廃止されたため、当番組の放送時間が5分拡大し、2000年3月以来16年ぶりに30分番組になった。

その他
- BS1でも『列島ズームアップ』や『BS列島情報』内にて月曜日に、その後も独立番組として不定期に、再放送された。
- 以下の例のように、重要性の高い内容であり、かつ全国放送になりうる内容の回については、後から他地域にも放送されることがある。また、字幕放送も行われる（2010年4月放送分より正式にリアルタイム字幕放送を実施）。
  - 2008年2月1日放送分の「“毒入りギョーザ”はなぜ売られ続けたのか」は翌日2日の17:30 - 17:55に字幕放送を付けて急遽、全国放送を行った（当初放送予定だった『小さな旅』、裏送り送出の『あしたをつかめ 平成若者仕事図鑑』などの再放送は休止された。ただし、独自編成を行う関西地方、広島局、高知局は除く）。
  - 2008年5月30日放送分の「バターが消えた」が現放送時間帯における最高視聴率（17.6%）を記録したことを受けて、当該回が2週間後の6月15日（日曜日）の15:10 - 15:35に字幕放送付きで全国放送された（定時ニュース延長のため予定の15:05より5分繰り下げ。岩手・宮城内陸地震関連の報道特番に差し替えられた一部地域を除く）。
- 『地域発!ぐるっと日本』などで、全国放送されるテーマもまれにある。
- この番組は海外向けのNHKワールド・プレミアムでも放送される（初回放送のみ。再放送はプレミアムのチャンネル自体、元から行われていない。2008年10月からはノンスクランブル放送で視聴可能。なお、NHKワールドTVは英語放送強化による番組改編のため2008年3月11日放送分をもって終了）。また、2008年12月に開始したNHKオンデマンドでも見逃し番組サービスとして配信される。このため、NHKオンデマンドの有料配信やNHKワールド・プレミアムのノンスクランブル放送（日本国内でNHKワールドTVを直接受信する世帯のみ）により広域関東圏以外の日本国内でも視聴が可能である（ただし、放送権の都合で一部分が「蓋かぶせ」となることがある）。

### キャスターに関する補足
- オープニングタイトル終了後の挨拶は『クローズアップ現代+』と違い「こんばんは」のみであるが、藤井克典(ふじい・かつのり)までは「特報首都圏です」の挨拶だった。西東大が担当時期と中野純一が担当時期途中の2010年6月までクローズアップ現代と同様「こんばんは、特報首都圏です」となった。2010年7月放送からは再び「特報首都圏です」の挨拶のみとなる。これは同じ時間に放送される他地域のNHKの地域情報番組でもほとんどが「（地域情報番組名）です」という挨拶となる（内容によってはこのコメントに入らず、すぐに本題に入ることもある）。2012年度途中からは再び「こんばんは、特報首都圏です」の挨拶となる。
- この番組のキャスターを降板したアナウンサーは、直後に各地の放送局へ異動する傾向が強くなりつつあった[2]。

## 差し替え枠
- NHK新潟放送局は本放送がある毎週金曜には『金よう夜きらっと新潟』を放送し、当番組は2010年3月まで毎週月曜日に放送された（11:05 - 11:30、月3 - 4回程度・4:3 SD）が、2010年4月以降は関東甲信での再放送の時間が本放送となる。ただし、新潟県にも関連する事項を扱う場合は同時ネットで放送することもある。
- NHK長野放送局は2007年3月まで毎月1回『ズームアップ信州』を放送した。同年4月から差し替えなしで毎週当番組を放送する。
  - 長野県向け『徹底討論・どうする信州』
  - NHKワールド・プレミアムについては20時台に定時番組の放送があるため、『特報首都圏』の放送枠が20時台にも拡大される場合（『地域発!どうする日本』など全国放送での特集番組が放送される場合も含む）、もしくは通常放送であっても放送権の都合で放送できない場合（主にオリンピックに関連する内容）は他地域（関東地方以外の地域）の地域情報番組（放送時間30分間）に差し替えられる（この場合でもノンスクランブル放送は行われるが、総合テレビで全国放送の特集番組を同時放送する場合は原則としてスクランブル配信となる。2011年7月1日は総合テレビで本番組そのものは休止し、「おしえてメッシ選手」が放送されたが、海外では放送権の都合で放送できないため、代わりにBSプレミアムで同年6月29日に放送された『海のトワイライトゾーン 火の島 七色の海に潜る〜鹿児島県硫黄島』がノンスクランブル放送された）。
- NHK水戸放送局でも毎月1回程度『特報!茨城』という特報首都圏の茨城県ローカル版を放送することがあったが、2007年4月から『金曜茨城スペシャル』に統合された。原則20時から放送するが、内容により19時半から放送する場合がある場合は休止となることがある。

## その他
- 2011年3月25日の20:10 - 20:53（当初は20:00開始予定だったが、『NHKニュース7』延長のため10分遅れで開始）と翌26日の0:15 - 0:58には本番組の特別版として「震災から2週間 首都圏でいま何が」と題した震災関連の番組を総合テレビ、BS1、NHKワールド・プレミアムの3波同時で全国放送（本放送・再放送ともに。キャスターは通常どおり）した。ただし、前者の放送時間帯で北海道地方の総合テレビは『北海道クローズアップ』緊急特番「被災地へ いま何ができるのか」であった。東北地方の総合テレビはラジオ第1放送と同時に『東北関東大震災 いま行政は〜多元中継・被災県知事に聞く〜』にそれぞれ差し替え、本番組は後者の時間帯での放送となった。ただ、前者時間帯での放送中に緊急地震速報が入り、首都圏のローカルニュースを放送するスタジオから地震関連のニュースなどがあったため、この部分をカットした放送となった。この時、前者時間帯で別番組差し替えの北海道・東北地方ではそれぞれ番組担当のキャスターがそのまま緊急地震速報の内容が伝えられた。
- 2011年4月1日の20:00 - 20:43（関東・甲信越、東海・北陸地方およびNHKワールド・プレミアム）と翌2日の9:10 - 9:53（全国放送、NHKワールド・プレミアム）には「原発避難」を放送した。
- 2011年4月8日の20:00 - 20:43（関東・甲信越、北海道地方およびNHKワールド・プレミアム）と11日の15:15 - 15:58（全国放送）には「原発 放射線 どう向きあうのか」を放送した。